# Barce husseyi
Barce husseyi är en insektsart som beskrevs av Peter Wolfgang Wygodzinsky 1966. Barce husseyi ingår i släktet Barce och familjen rovskinnbaggar. Inga underarter finns listade i Catalogue of Life.